# Top Spin 2K25
TopSpin 2K25 é um Jogo de tênis, desenvolvido pela Hangar 13 e publicado pela 2K Games, com lançamento inicial para Microsoft Windows, PlayStation 4, PlayStation 5, Xbox One e Xbox Series X e Series S em 26 de abril de 2024. Os tenistas Roger Federer e Serena Williams aparecem nas capas das versões padrão e Grand Slam, enquanto Carlos Alcaraz, Frances Tiafoe e Iga Świątek integram a arte da versão Deluxe. O jogo é o quinto da série Top Spin, após Top Spin 4, lançado em 2011.

## Anúncio
TopSpin 2K25 foi anunciado formalmente em 17 de janeiro de 2024, acompanhado de um curto trailer focado na presença do torneio Australian Open no jogo e encerrando com um pequeno trecho narrado pelo ex-tenista John McEnroe. Em 12 de março de 2024, um novo trailer foi publicado, anunciando a presença do modo MyCareer no jogo, alguns dos tenistas e locais licensiados, as diferentes versões disponíveis para compra e a data de lançamento.

## Jogabilidade
O jogo inclui mais de 24 tenistas reais jogáveis, das categorias masculina e feminina, além da capacidade de criação de atletas personalizados. Atetlas criados podem ser utilizados nos modos MyCareer ou online.
Um modo de treinamento está presente, onde jogadores podem aprender e aperfeiçoar suas mecânicas de jogo. John McEnroe aparece como um treinador neste modo.
Ao todo, 48 quadras diferentes estão presentes; com 15 dessas representando torneios autênticos. Pela primeira vez na série, todos os torneios do Grand Slam de tênis estão presentes de forma licenciada com a adição do Torneio de Wimbledon.